# Marisa Diena
Marisa Diena (Torino, 29 settembre 1916 – 8 maggio 2013) è stata un'antifascista, insegnante, partigiana e intellettuale italiana.

## Biografia
Marisa Diena nasce a Torino il 29 settembre 1916 da Mario Diena (Asti, 1882 - Torino, 1960) e Giorgina Valabrega (1895-1983). La madre è figlia di Vittorio Valabrega, (1861-1952), ebanista e imprenditore nel settore dell’arredamento, e di Enrichetta Lattes, appartenente comunità ebraica di Saluzzo. Il nonno paterno Diena muore in giovane età, lasciando la moglie, Annetta De Benedetti vedova con quattro bambini.

Prima figlia della coppia, Marisa cresce in una famiglia che sente radicato il senso di appartenenza alla comunità ebraica, pur non essendo osservante:
Marisa e i fratelli Giorgio e Franco trascorrono l’infanzia nell’abitazione di via Saluzzo nel quartiere torinese di San Salvario, dove nella seconda metà del XIX secolo era sorta la nuova sinagoga.
La famiglia Diena appartiene alla benestante borghesia imprenditoriale torinese: Mario infatti è il fondatore e proprietario di un’affermata azienda di stampa e diffusione di cartoline illustrate, sorta a ridosso della Grande Guerra, insieme al fratello Giulio, con il nome “Società anonima Diena” e sede in via Ceresole 17, nel quartiere di Barriera di Milano. Marisa, Giorgio e Franco sono perciò educati alla musica e agli sport invernali; il nucleo familiare vive in un’abitazione estremamente curata, riccamente arredata con i mobili realizzati dal nonno Vittorio, e con un ampio giardino.
Marisa frequenta le scuole elementari Silvio Pellico e successivamente si iscrive al Ginnasio Liceo Classico Vittorio Alfieri, stringendo amicizia con Natalia Levi, Liliana e Renata Debenedetti e Rosabianca Venturi, figlia del critico Lionello Venturi. 
Negli anni dell’infanzia e della prima adolescenza Marisa Diena partecipa alle attività delle organizzazioni fasciste Piccole italiane e Giovani italiane, come la stragrande maggioranza della popolazione italiana. 
Alla metà degli anni Trenta, a causa del dissesto finanziario dell’azienda di famiglia, i Diena si trasferiscono nell’allora periferia della città, l’attuale borgo Crocetta. 

Dopo gli studi superiori, nel 1936 Marisa Diena si iscrive alla Facoltà di Lettere dell’Università degli Studi di Torino; sono anni di vaste letture, frequentazione di amicizie internazionali, tra cui molti esuli europei in fuga dalle leggi razziali emanate in Germania, e della maturazione di una prima coscienza politica, alimentata dal confronto con il fratello Giorgio:
 Avendo iniziato il corso universitario nel 1936, con l’emanazione delle leggi razziali del 1938, a Marisa è concesso portare a termine il corso di laurea, che conclude nel 1940 con una tesi sull'estetica di Edgar Allan Poe.

## L'impegno antifascista e la Resistenza
Dopo lo scoppio della guerra, Marisa Diena si allontana da Torino e nel gennaio 1942 si trasferisce a Roma, su suggerimento dell’amica Renata, anch’essa residente nella capitale. Negli anni del conflitto lavora come segretaria presso uno studio legale e poi come insegnante privata, risiedendo presso l’istituzione protestante Casa Cristiana della Giovane e in seguito presso una famiglia privata. In seguito alla caduta del regime lascia la capitare per rientrare a Torino.
Qui con i fratelli Giorgio e Franco entra nella resistenza con il nome di battaglia “Mara” nelle Brigate Garibaldi sotto il comando di Pompeo Colajanni “Barbato”; nel 1944 è incaricata di organizzare il servizio informazioni della 4ª Brigata Garibaldi e successivamente diventa una delle principali referenti e organizzatrici dei Gruppi di difesa della donna, con Silvia Pons, Emma Bronzo e Ada Prospero Gobetti Marchesini. Dal luglio 1944 aderisce al Partito Comunista Italiano.
Il 26 settembre 1944, avvisata della morte del fratello Franco in un’azione a Pancalieri, ne riconosce il corpo e si occupa della sua sepoltura presso il cimitero di Lombriasco.
Alla fine della guerra è congedata dal Corpo Volontari della Libertà con il grado di sottotenente.

## Il dopoguerra
Dopo il 1946 partecipa alle lotte dei contadini pugliesi. Come membro del Partito Comunista riveste il ruolo di docente nella scuola nazionale femminile del partito (dal 1949) e responsabile delle donne nel Comitato regionale piemontese fino al 1957, quando termina la sua esperienza come funzionaria.
Lavora nella scuola, insegnando nelle scuole medie inferiori fino al pensionamento.
Si occupa inoltre di ricerca storica, pubblicando nel 1970 il volume “Guerriglia e autogoverno. Brigate Garibaldi nel Piemonte occidentale 1943-’45”, con una introduzione di Franco Antonicelli per la casa editrice Guanda.
Militante dell’ANPI dal 1987 vi ricopre incarichi di responsabilità, rivestendo il ruolo di Presidente onoraria del Comitato Provinciale di Torino fino al 2013. Nel corso degli anni Novanta e Duemila è inoltre spesso inviata presso istituti scolastici del territorio piemontese come testimone e protagonista della lotta di liberazione.
Nel corso degli anni Novanta stende le proprie memorie, edite nel 2006 nel volume “Un intenso impegno civile: ricordi autobiografici del Novecento”.
Muore a Torino l’8 maggio 2013.